# Gunicorn

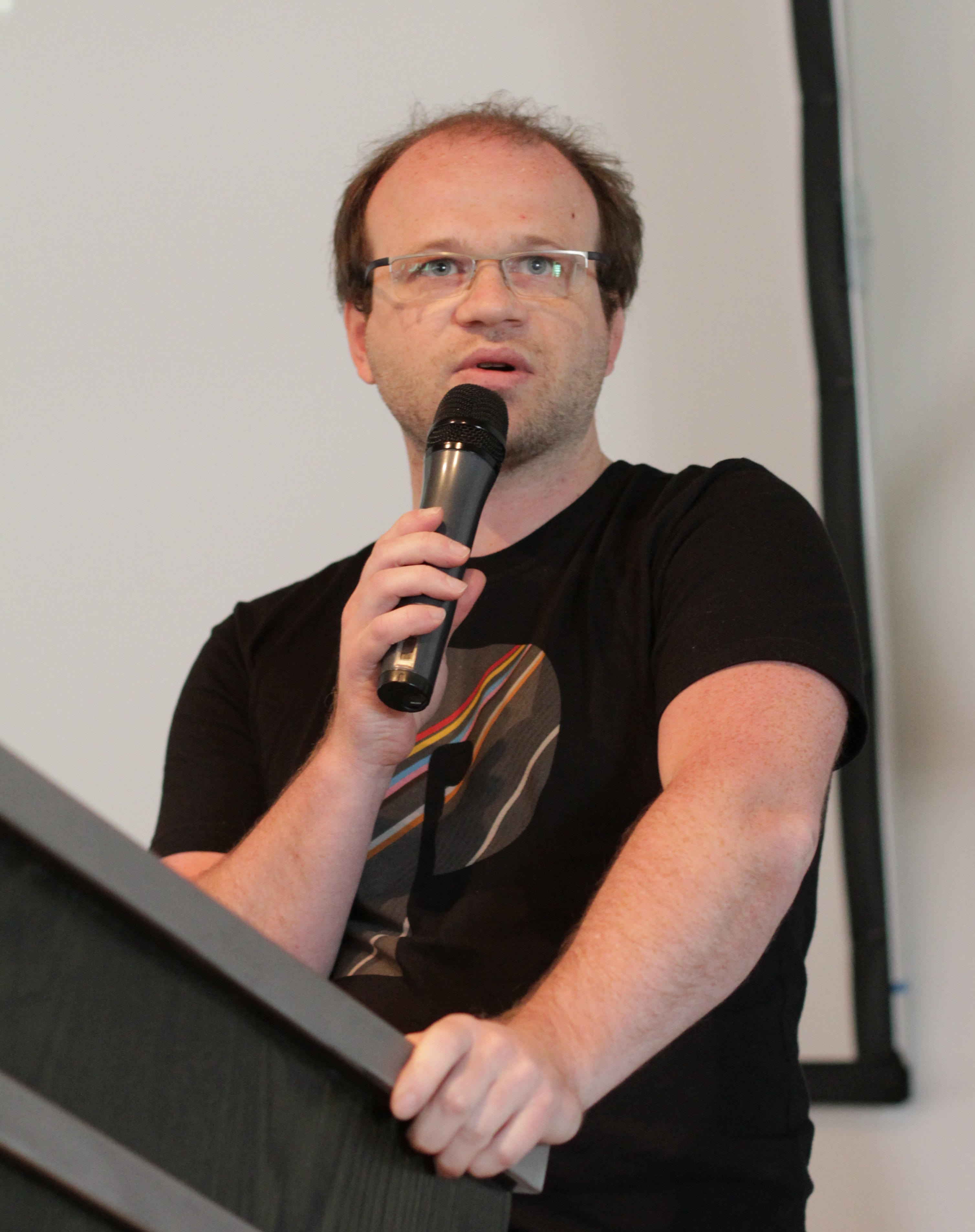
Gunicornの作者であるBenoit Chesneau

Gunicornは、PythonのWeb Server Gateway Interface（WSGI）を実装するHTTPサーバーである。Gunicornは「GreenUnicorn」の略称であり、jee-unicornまたはgun-i-cornと発音する。RubyのUnicornプロジェクトから移植された、プリフォークのワーカーモデルを使用している。Gunicornサーバーは、多数のWebフレームワークと広く互換性があり、実装がシンプルで、サーバーリソースが少なく、かなり高速に動作する。

## アーキテクチャ
サーバーモデルは次の要素から構成されている。
- ワーカーを管理するCentral Master Process
- ワーカープロセスによって処理されるリクエスト
- コンポーネント
  - Master
  - Syncワーカー
  - Asyncワーカー
  - Tornadoワーカー
  - AsyncIOワーカー

## 特徴
- WSGI、web2py、Django、Paster（英語版）をネイティブにサポート
- 自動的なワーカーのプロセス管理
- シンプルなPythonの設定
- 複数のワーカーの設定
- 拡張性のためのさまざまなサーバーフック
- Python2.6以降およびPython3.2以降と互換性がある[4]